# ميشيل مافيي
ميشيل مافيي (بالإيطالية: Michele Maffei)‏ هو مبارز بالسيف إيطالي، ولد في 11 نوفمبر 1946 في روما في إيطاليا.

## وصلات خارجية
- ميشيل مافيي على موقع أوليمبيديا (الإنجليزية)
- ميشيل مافيي على موقع اللجنة الأولمبية الإيطالية (الإيطالية)